# Chunkey

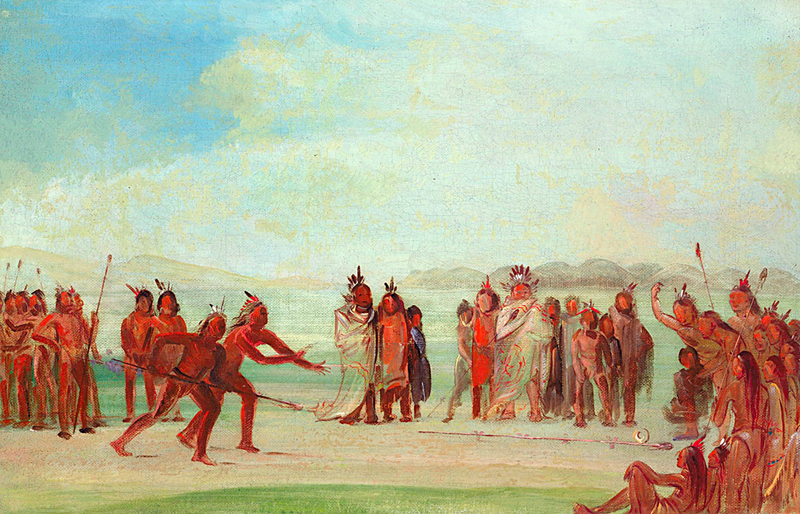
Partie de chunkey jouée par des Mandans. Peinture de George Catlin, vers 1832.

Le chunkey est un jeu sportif d'origine amérindienne. Il se joue en faisant rouler sur le sol une pierre de la forme d'un disque d'une dizaine de centimètres de diamètre. Lorsque celle-ci atteint un certain point, les adversaires lancent ou font glisser leur bâton afin qu'il arrive le plus près possible de la pierre.